# École de Mannheim

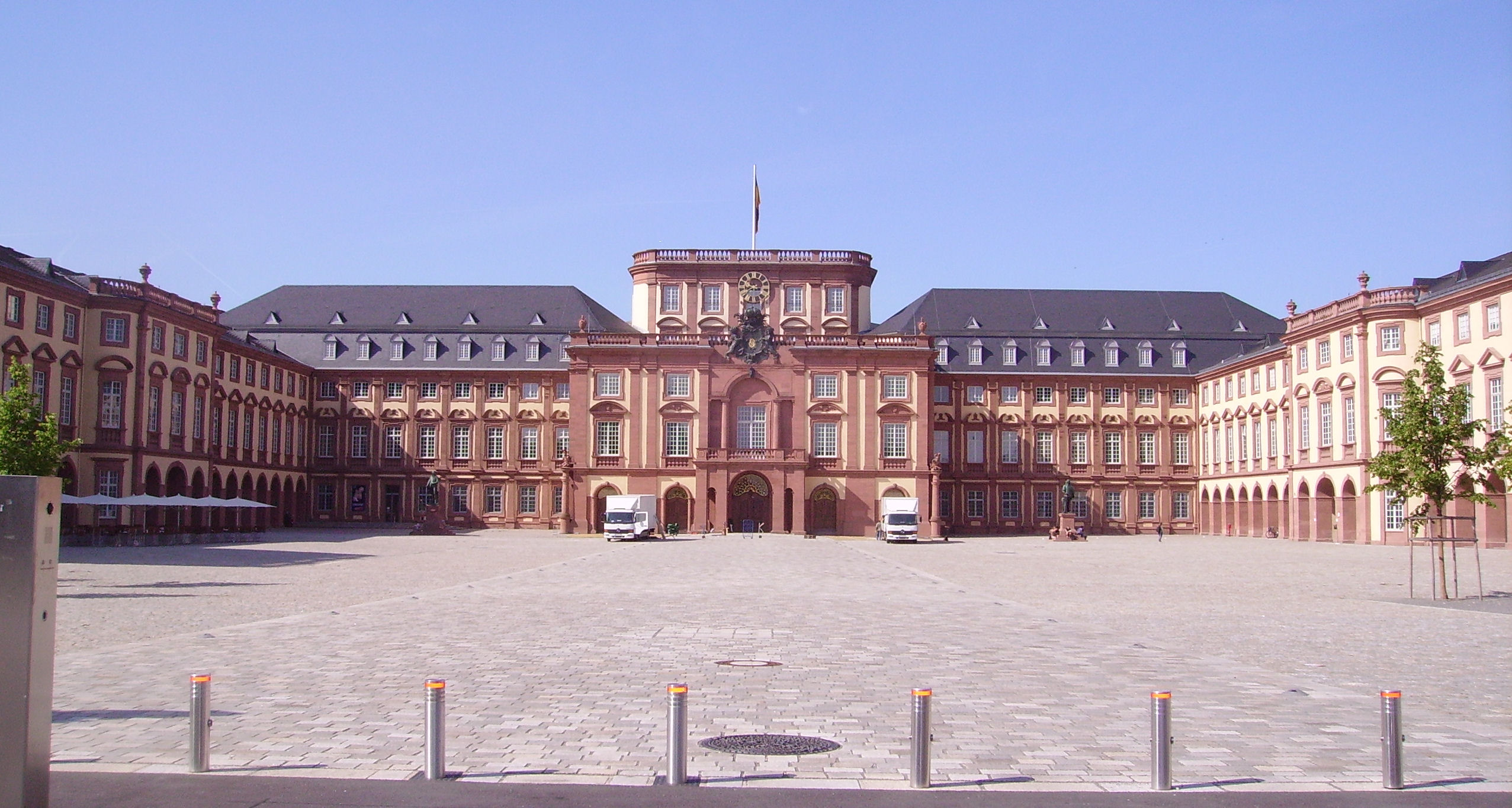
Le château de Mannheim.

L'École de Mannheim (Mannheimer Schule en allemand) est l'école de musique préclassique (« Vorklassik » ou « Frühklassik » en allemand) qui regroupe les musiciens et compositeurs allemands, bohémiens, moraves et autrichiens actifs à Mannheim qui, à partir de 1743, ont joué un rôle déterminant dans la transition entre la musique baroque et le classicisme viennois.
Formée à Mannheim vers 1743 par Johann Stamitz avec des membres de la Chapelle princière (Hofkapelle) du prince-électeur de Palatinat Charles-Théodore, la « Mannheimer Hofkapelle » était considérée au XVIIIe siècle comme l'orchestre le plus réputé et le plus talentueux de toute l'Europe.
Le nom d'École de Mannheim désigne à l'origine une école de violon et de direction d'orchestre, puis, progressivement, également une école de composition.
L'orchestre de la cour de Mannheim comptait de nombreux musiciens, parmi lesquels Johann Stamitz, Franz Xaver Richter, Christian Cannabich, Johann Baptist Wendling, Carl Joseph Toeschi, Ignaz Holzbauer, Anton Fils et Ignaz Fränzl, considérés comme les chefs de file du nouveau langage symphonique, qui développèrent la sonate dans sa forme classique, laquelle devint ensuite celle de la symphonie. De fait, Stamitz désigna comme « sonates pour orchestre » les symphonies de même structure qu'il composa pour son célèbre orchestre. L'école de Mannheim a largement contribué à développer et à imposer le modèle standard de la symphonie d'orchestre en quatre mouvements — un allegro, un adagio, un menuet et un finale — ce qui était nouveau pour l'époque.
Le travail de l'École de Mannheim fut déterminant dans l'évolution musicale qui allait conduire du baroque tardif au classicisme viennois et, plus tard, au romantisme. Elle abandonna la tradition antérieure d'une orchestration assujettie à la basse continue et la sensibilité du baroque tardif. Elle développa un style nouveau, plus enjoué, dont l'harmonie était déterminée par la mélodie.

## Historique

### Les origines de l'orchestre de la cour palatine de Mannheim
Les origines de l'orchestre préclassique de la cour palatine de Mannheim, qui entrera dans l'histoire de la musique sous le nom d'école de Mannheim, remontent à l'orchestre baroque de la cour du prince-électeur du Palatinat Jean-Guillaume de Neubourg-Wittelsbach, qui règne de 1690 à 1716 et réside à Düsseldorf. Cet orchestre comprend le compositeur, hautboïste et flûtiste Martin Friedrich Cannabich, qui travaille ensuite pour le prince-électeur Charles III Philippe (électeur de 1716 à 1742) à Heidelberg d'abord puis à Mannheim après le transfert de la cour palatine dans cette ville en 1723.
L'orchestre baroque de Charles III Philippe à Mannheim comprend les musiciens Carlo Grua, maître de chapelle à Mannheim de 1733 à sa mort en 1773, Martin Friedrich Cannabich, Alessandro Toeschi, Johann Jacob Cramer et, surtout, Johann Stamitz, engagé vers 1741-1742 et qui sera la cheville ouvrière de la transformation à venir de l'orchestre de Mannheim.

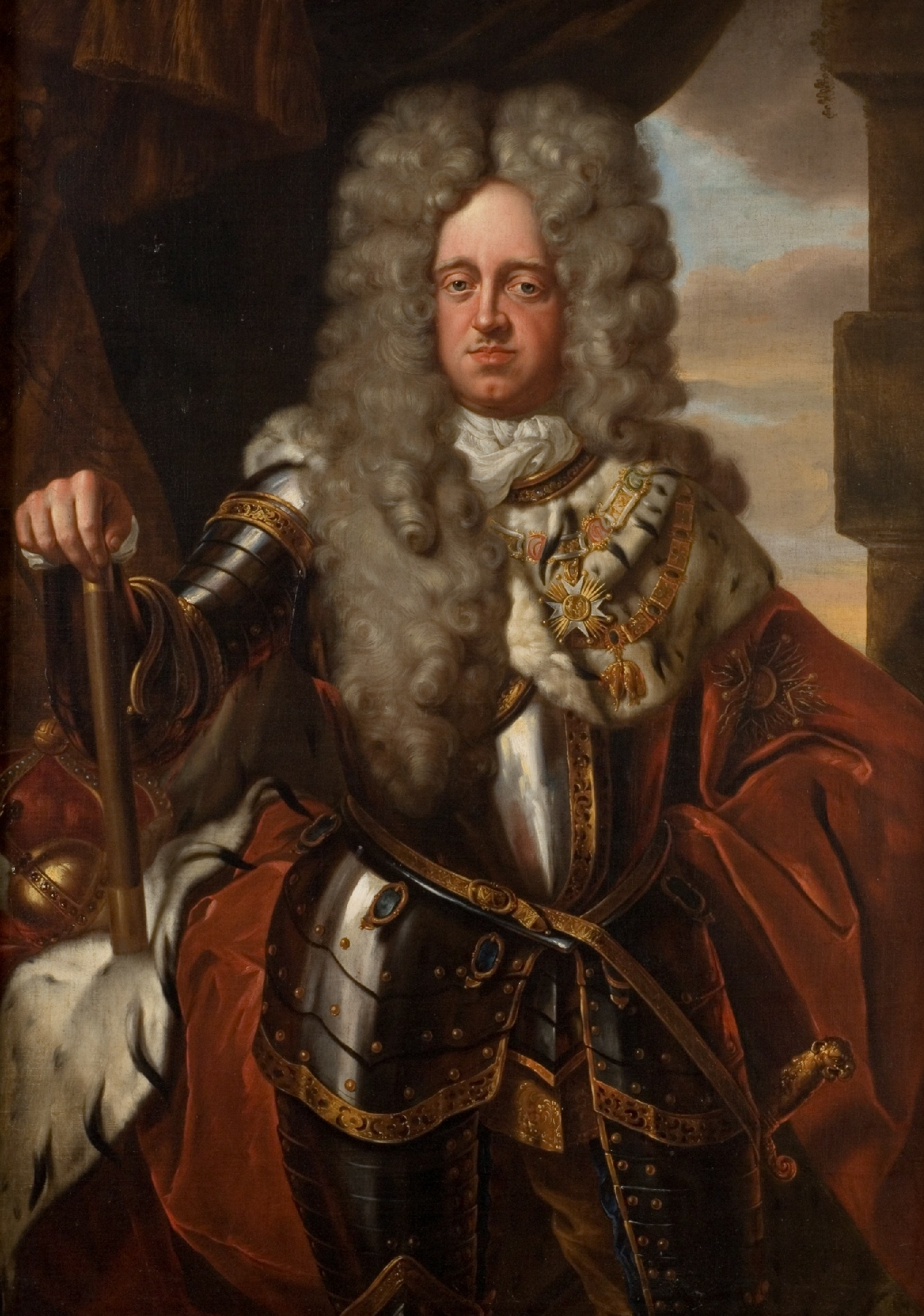
Jean-Guillaume de Neubourg-Wittelsbach.
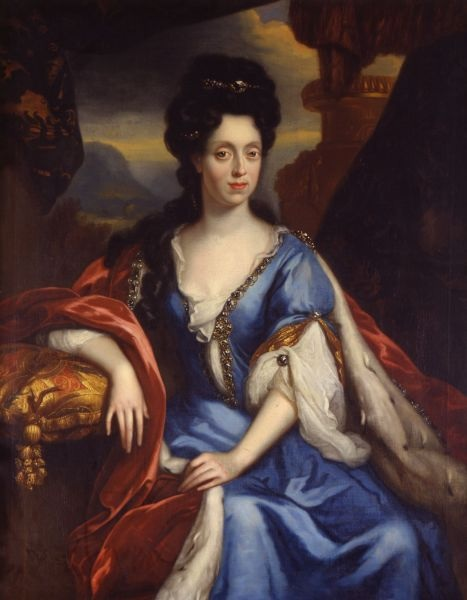
Anne-Marie-Louise de Médicis, la donatrice de la Fondation Médicis.
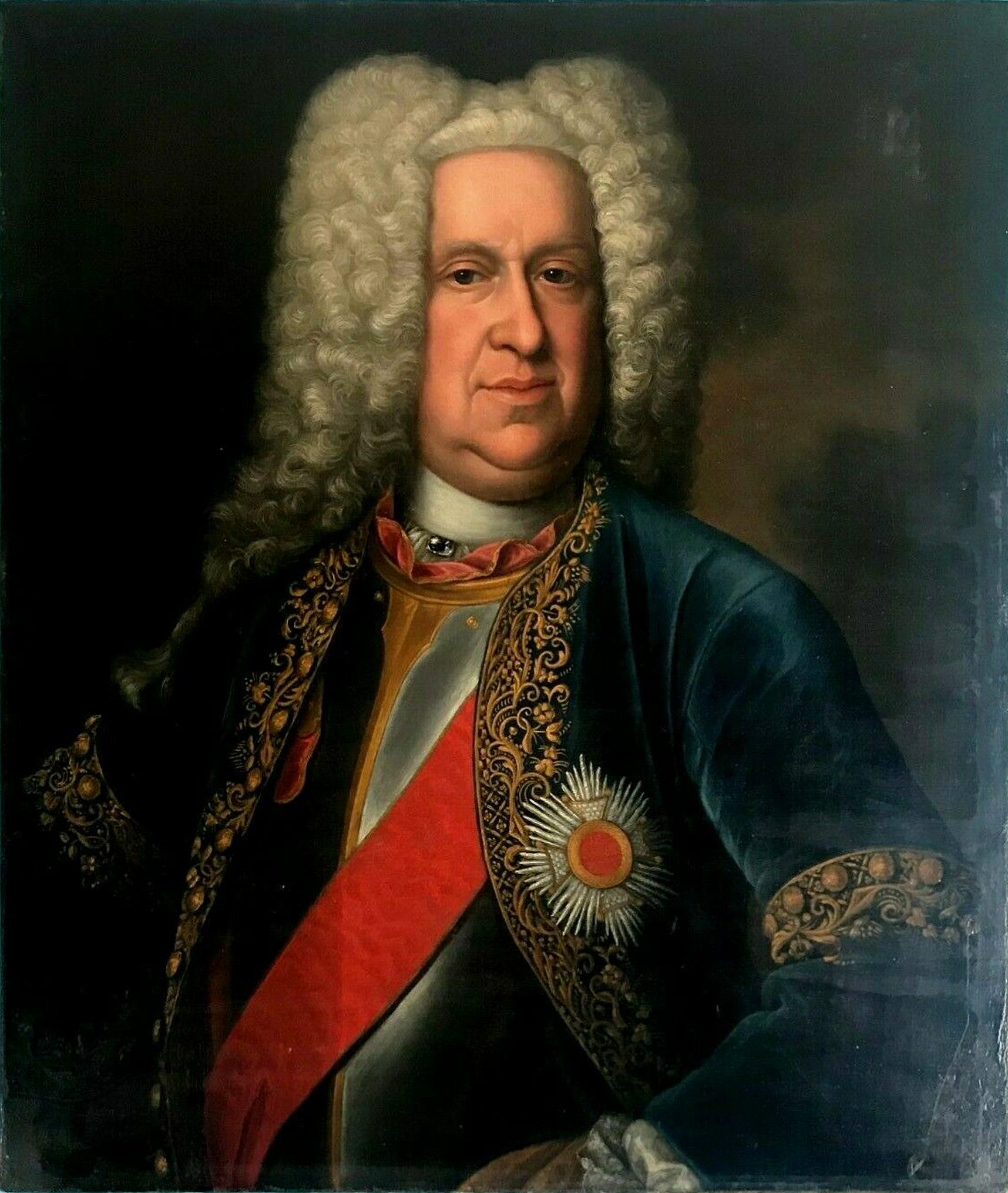
Charles III Philippe du Palatinat.

### Les débuts difficiles de l'orchestre du prince-électeur Charles-Théodore
Le prince-électeur du Palatinat Charles-Théodore accède au pouvoir en 1743 à l'âge de 18 ans seulement. Grand mélomane, il figure parmi les souverains les plus éduqués musicalement du XVIIIe siècle et joue lui-même de la flûte, comme le roi de Prusse Frédéric II, ainsi que du violoncelle.
Malgré la nomination en 1743 de Johann Stamitz comme Konzertmeister faisant fonction, les trois premières années du règne de Charles-Théodore, de 1743 à 1746, montrent peu d'activité musicale, un fait qui peut s'expliquer en partie par la participation de Charles-Théodore à la guerre de Succession d'Autriche (1740-1748) et en partie par sa décision de transférer sa cour à Düsseldorf en 1746 avant de changer brusquement d'avis et de revenir à Mannheim en 1747.
En 1744-1745, l'orchestre de Mannheim, encore baroque, ne compte que 25 musiciens, un nombre qui chute même à 16 en 1746.

### L'âge d'or de Mannheim (1747-1778)
En 1747, Charles-Théodore confie à Johann Stamitz la mission d'augmenter la taille et la qualité de son orchestre, devenu famélique.
Stamitz commence avec une idée très simple qui permet d'augmenter en un coup la taille de l'orchestre : il transfère en bloc les trompettistes et les joueurs de timbales des écuries de la cour (Obrist-Stallmeisterstab) vers l'orchestre.
Ensuite, pour améliorer la qualité de l'orchestre, Johann Stamitz recrute certains des meilleurs musiciens et compositeurs d'Europe, comme le compositeur et chanteur de basse Franz Xaver Richter, le flûtiste Johann Baptist Wendling et le hautboïste Alexander Lebrun en 1747, le compositeur et Kapellmeister Ignaz Holzbauer en 1753, les violoncellistes Innocenz Danzi et Anton Fils en 1754. Par ailleurs, Charles-Théodore paye des voyages de formation en Italie à plusieurs chanteurs de premier rang et à Christian Cannabich.
Ces changements permettent à l'orchestre d'atteindre son apogée de 1748 à 1778.
La création de la légendaire école de Mannheim est parachevée en 1758, un an après la mort de Johann Stamitz, avec le recrutement du violoniste virtuose Georg Czarth et des clarinettistes Michael Quallenberg et Johannes Hampel, qui sont les premiers clarinettistes engagés à Mannheim.
L'orchestre compte plus de 70 musiciens en 1762 et plus de 80 en 1770 pour atteindre un pic de 89 musiciens salariés en 1773-1774 et se stabiliser ensuite à environ 75 musiciens.
Le financement de cet imposant orchestre de cour est rendu possible par une dotation faite par Anne-Marie-Louise de Médicis (1667-1743), épouse du prince-électeur Jean-Guillaume de Neubourg-Wittelsbach, qui était au pouvoir avant le prédécesseur de Charles-Théodore (Charles III Philippe du Palatinat) : la Fondation Médicis dotée de 52 000 florins (gulden) par an. Le poète, critique et compositeur allemand Schubart, à qui l'on doit l'appellation d'école de Mannheim, cite même le montant de 80 000 florins et souligne : « Cet héritage a été si fermement établi qu'aucun électeur ne pourra jamais le renverser. Il n'est donc pas surprenant que la musique du Palatinat ait atteint si rapidement un niveau impressionnant ».

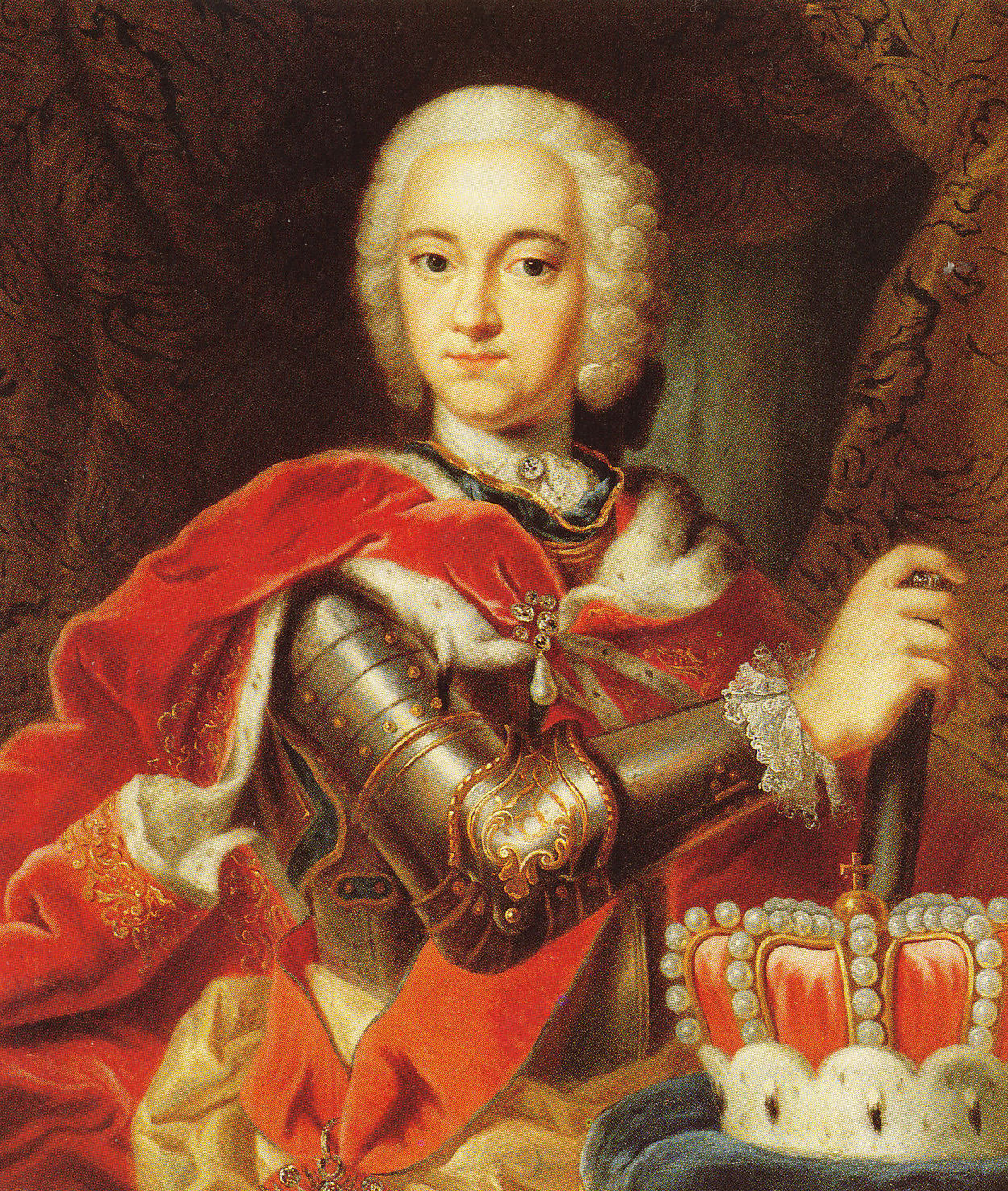
Charles-Théodore en 1744.
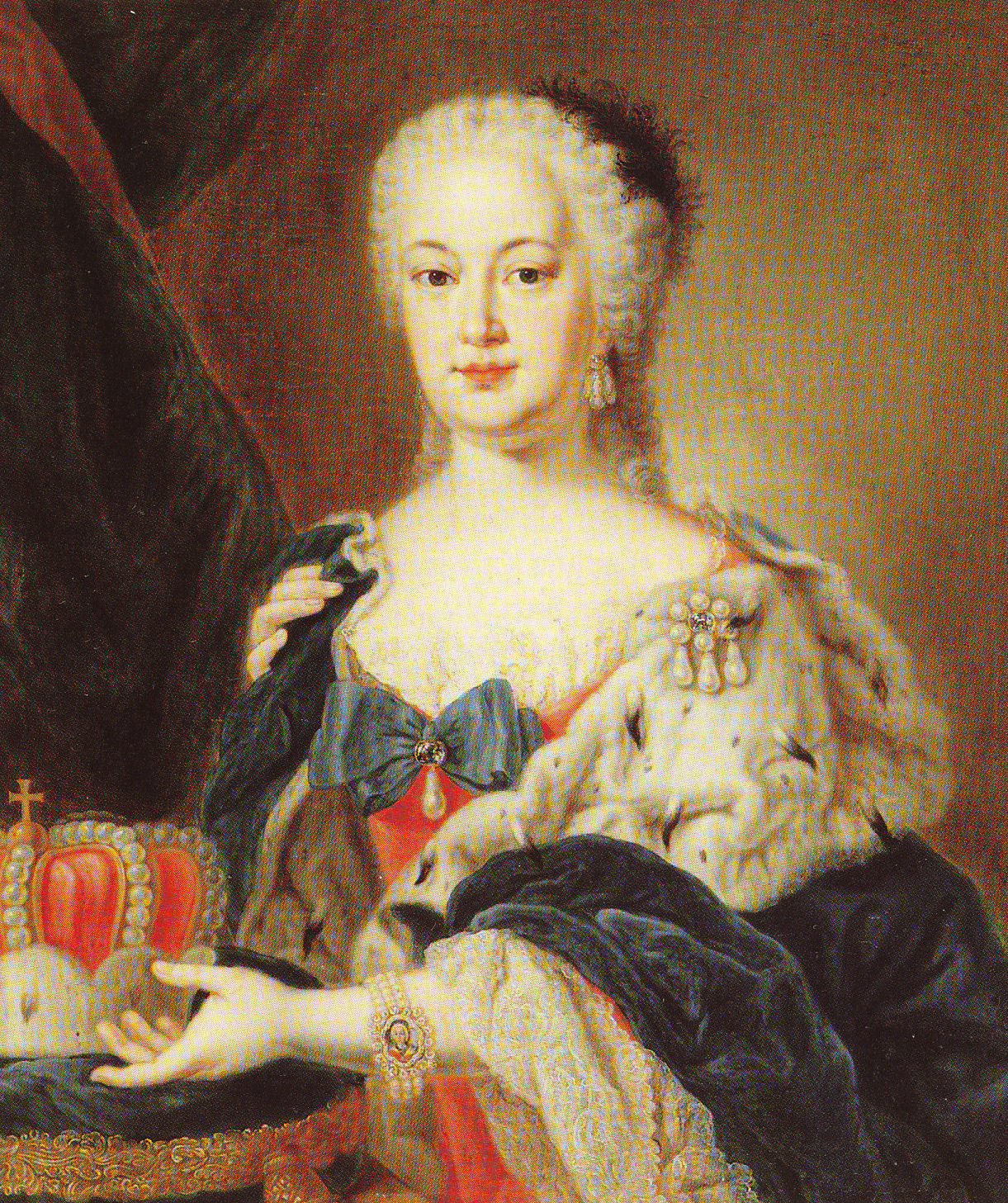
L'électrice Élisabeth-Auguste en 1748.
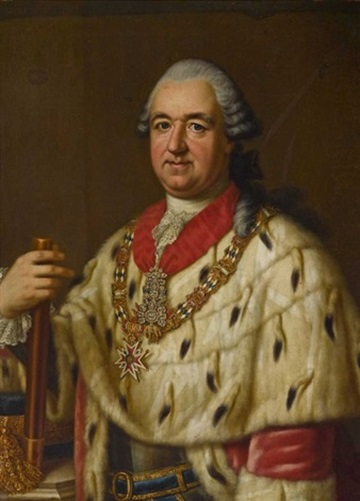
Charles-Théodore à Munich vers 1799.
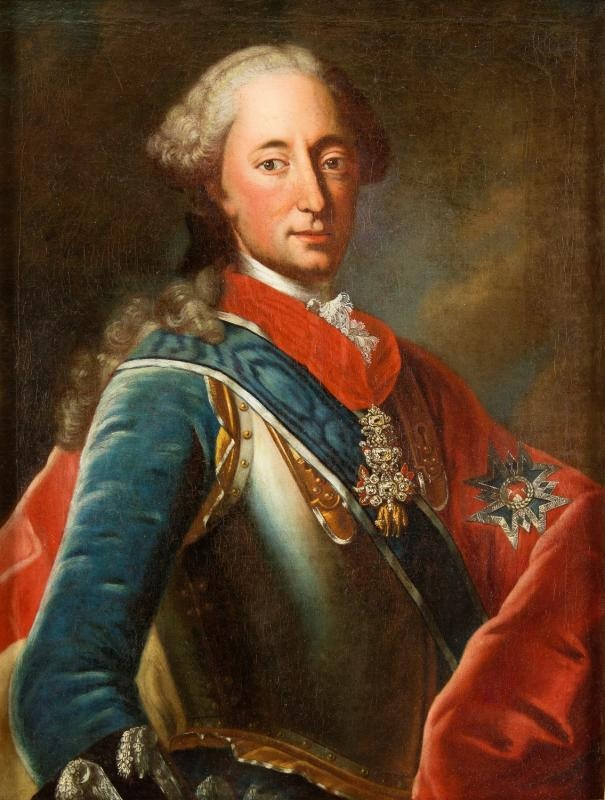
Maximilien III Joseph de Bavière.

En 1772, le musicologue britannique Charles Burney dit de l'orchestre de Mannheim : « On y rencontre sans doute plus de solistes et de bons compositeurs que dans aucun autre orchestre européen. C'est une armée de généraux aussi habiles à établir le plan d'une bataille qu'à y combattre »,,,. L'orchestre se distinguait donc par le fait que chacun de ses membres était à la fois un instrumentiste virtuose mais également un compositeur de talent.
Dans son ouvrage A General History of Music from the earliest Ages to the Present Period, Burney précise encore en 1789 : « Les symphonies produites par le maestro di capella Holtzbaur, Stamitz l'aîné, Filtz, Cannabich, Toeski et Fräntzel sont devenues les pièces préférées de tous les concerts et ont supplanté les concertos et les ouvertures d'opéra, étant plus fougueuses que les premiers et plus solides que les secondes. Bien que ces symphonies semblaient d'abord n'être qu'une amélioration des ouvertures d'opéra de Jomelli, le feu et le génie de Stamitz les élevèrent au rang d'une nouvelle espèce de composition ». Burney louait la symphonie de concert de Mannheim avant tout pour « sa variété, son goût, son esprit et les effets nouveaux produits par le contraste et l'utilisation du crescendo et du diminuendo ».
Le poète et compositeur Christian Friedrich Daniel Schubart partage cet enthousiame : « Aucun orchestre n'a jamais surpassé celui de Mannheim. Son forte est un coup de tonnerre, son crescendo une cataracte, son diminuendo une rivière de cristal dont le clapotis va en s'estompant dans le lointain, son piano un souffle printanier »,. « Il n'existait aucun autre lieu au monde où l'on pût former son goût musical aussi rapidement et aussi sûrement qu'à Mannheim ».
De son côté, Leopold Mozart dit de Mannheim en 1777 : « Cette fameuse cour, dont les rayons, comme ceux du soleil, illuminent toute l'Allemagne, voire toute l'Europe ».
Le philosophe Friedrich Heinrich Jacobi qualifie quant à lui l'orchestre de Mannheim de « paradis des musiciens » et le poète Friedrich Gottlieb Klopstock s'exclame « Ici l'on nage dans les délices de la musique ».

Les laudateurs de l'école de Mannheim
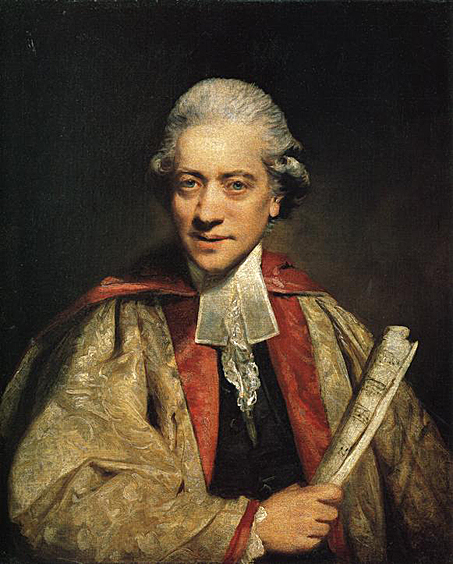
Charles Burney.
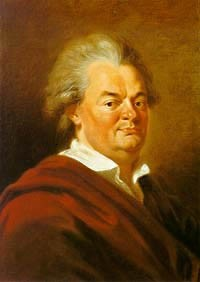
Christian Friedrich Daniel Schubart.
Leopold Mozart.
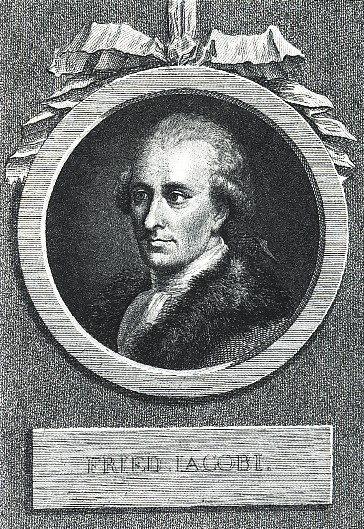
Friedrich Heinrich Jacobi.
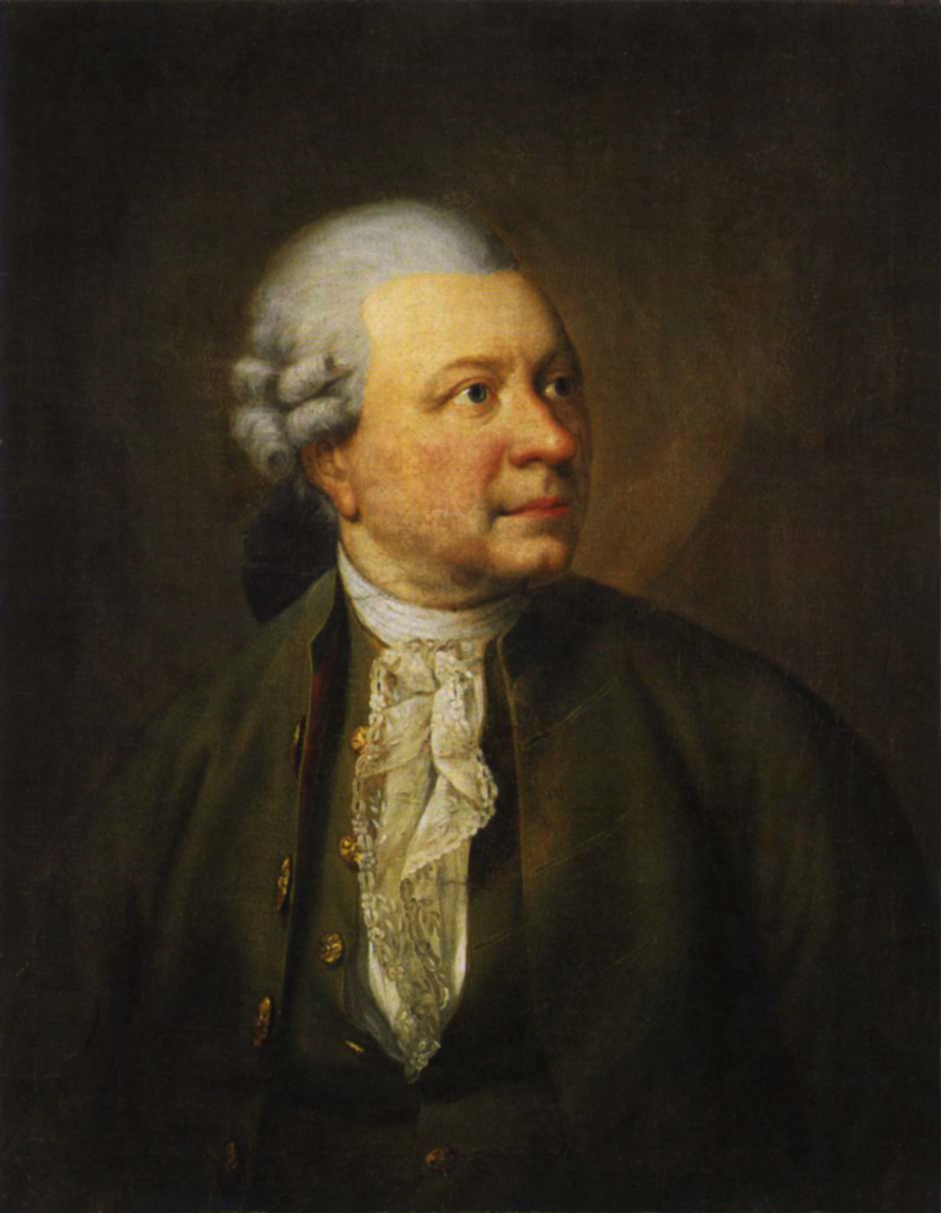
Friedrich Gottlieb Klopstock.

### Le transfert à Munich et la fin de l'âge d'or de Mannheim
Le prince-électeur Maximilien III Joseph de Bavière meurt sans héritier le 30 décembre 1777 et c'est son cousin Charles-Théodore qui hérite de l'électorat de Bavière en 1778,.
Devenu Charles-Théodore de Bavière, ce dernier transfère en 1778 sa cour de Mannheim à Munich, ainsi que son orchestre qui fusionne avec l'orchestre de la cour de Munich (la « Münchener Hofkapelle ») dont les origines remontent au XVIe siècle (avec Ludwig Senfl et Roland de Lassus).
Lors du transfert, environ 60 % des musiciens choisissent de suivre leur prince à Munich, alors que les autres (au nombre desquels le maître de chapelle Ignaz Holzbauer et le violoniste virtuose Georg Czarth) restent à Mannheim comme membres du Théâtre National et d'un « Concert d'Amateurs » doté par le prince-électeur,. On notera ici le cas particulier du très jeune Franz Danzi, engagé comme violoncelliste à l'âge de 15 ans quelques semaines seulement avant le transfert et qui préfère rester au Théâtre national à Mannheim avant de prendre, cinq ans plus tard, la succession de son père Innocenz Danzi en 1783 à Munich,,.
Le déménagement final à Munich en août et septembre 1778 met fin à l'âge d'or de la vie musicale à Mannheim,.
Mais la tradition de Mannheim se perpétue à la cour de Munich car la vie musicale y est assurée essentiellement par des musiciens qui ont suivi le prince-électeur, et ce sous l'égide de Christian Cannabich (directeur de l'orchestre à Munich de 1778 à sa mort en 1798) et de Carl Joseph Toeschi (directeur de la musique de chambre à Munich de 1778 à sa mort en 1788), parmi lesquels Franz Anton Dimmler, Peter von Winter, Franz Tausch et Franz Danzi,,,, auxquels on peut ajouter des musiciens qui n'ont connu que Munich comme Carl Cannabich (1771-1806), le fils de Christian Cannabich, formé à Munich dans la tradition de Mannheim, Karl Theodor Toeschi (1768-1843), le fils de Giovanni Battista Toeschi et neveu de Carl Joseph Toeschi, ainsi que Franz Anton Dimmler junior, le fils de Franz Anton Dimmler, né à Munich en 1783 et entré au service de la cour de Charles-Théodore en qualité de clarinettiste en 1796, à l'âge de treize ans,.

## Mozart à Mannheim

### Mozart en quête d'un poste à Mannheim
À l'automne 1777, le jeune Wolfgang Amadeus Mozart se rend à Mannheim dans l'espoir de décrocher un poste à Mannheim, où le prince-électeur palatin Charles-Théodore avait récemment créé un Théâtre National,.
Wolfgang et sa mère Anna Maria séjournent à Mannheim du 30 octobre 1777 au 14 mars 1778,.
Dans l'espoir d'être engagé par Charles-Théodore au sein de la « Hofkapelle », Mozart dédie 6 sonates à l'électrice Élisabeth-Auguste et donne des leçons de clavier aux quatre enfants de Charles-Théodore, qui vient s'asseoir en personne près du clavecin et assiste aux leçons, écoutant avec ravissement les fugues improvisées par le jeune maître.
Mais Mozart joue de malchance. En effet, durant son séjour à Mannheim, le prince-électeur de Bavière Maximilien III Joseph meurt sans héritier le 30 décembre 1777 et son cousin l'électeur palatin Charles-Théodore hérite de l'électorat de Bavière. Cet événement a plusieurs conséquences néfastes pour Mozart : d'un côté, Charles-Théodore doit quitter Mannheim immédiatement et se rendre à Munich afin d'assurer ses droits à la succession bavaroise, ce qui suspend toutes les activités musicales à Mannheim et, de l'autre, Charles-Théodore décide de transférer non seulement sa cour de Mannheim à Munich mais aussi son orchestre, qui fusionne avec l'orchestre de la cour de Munich avec comme conséquence l'absence de toute ouverture de poste musical tant à Mannheim qu'à Munich.
Mozart reçoit juste une montre en or de l'électeur palatin,. C'est alors la cinquième montre qu'il reçoit, et il décide à partir de ce moment de toujours porter deux de ces montres bien en évidence afin, écrit-il, « qu'il ne puisse venir à personne l'idée de m'honorer d'une sixième montre »,.

### Les amis de Mozart à Mannheim
Mozart est fasciné par l'environnement artistique et intellectuel qu'il trouve à Mannheim. Avec Prague, Mannheim est une des rares villes où Mozart se soit plu.
Il s'y lie d'amitié avec Christian Cannabich dont il dira plus tard dans une lettre datée du 9 juillet 1778 qu'il était le meilleur chef d'orchestre qu'il ait jamais connu,. Wolfgang est souvent invité dans la maison de Cannabich et il donne des leçons de clavier à une des filles de ce dernier, Rosa, pour laquelle il compose la sonate pour piano no 7 en do majeur,.
Mozart éprouve également beaucoup d'admiration pour Johann Baptist Wendling, qu'il considère comme le meilleur flûtiste qu'il ait jamais entendu, ainsi que pour le Kapellmeister Ignaz Holzbauer.
Il se montre par contre très critique envers les chanteurs de Mannheim, dont il écrit dans une lettre du 4 novembre 1777 : « vous ne pouvez pas imaginer pire que les voix d'ici ».

### Mozart et les sœurs Weber
En janvier 1778, Mozart fait la connaissance des quatre sœurs Weber, cousines de Carl Maria von Weber (qui naîtra en 1786) : Josepha, Aloysia, Constanze et Sophie. Il tombe éperdument amoureux de la belle et jeune soprano Aloysia, âgée de 17 ans, qui est son premier amour connu et pour qui il écrit le grand air de concert Non so d'onde viene quel tenere aflecto "Je ne sais d'où me vient cette ineffable tendresse", des vers expressifs par lesquels il espère faire comprendre à Mlle Weber les sentiments qu'il n'ose lui avouer,,,.
Mais Mozart, mis en demeure par son père de quitter Mannheim pour trouver un emploi à Paris, cède aux exigences de son père et décide de partir pour la capitale française plutôt que de rester auprès de la jeune cantatrice, ce qui lui fait perdre ses faveurs.
Il retrouvera Aloysia plus tard à Munich, où elle lui fera une réception glaciale, lui laissant comprendre qu'il n'avait plus rien à espérer,.
Éconduit par Aloysia, Mozart reportera alors son affection sur sa sœur cadette, Constanze, qu'il épousera en 1782,.

### Le départ de Mozart pour Paris
Le 14 mars 1778, encouragé par Johann Baptist Wendling, qui était furieux comme Cannabich de la dérobade du prince électeur, Mozart quitte Mannheim pour Paris, où il arrivera le 23 mars 1778, avec l'espoir d'y trouver enfin un emploi stable et bien payé, après ses échecs à Munich et à Mannheim,.

## Le rôle de Mannheim dans l'essor de la clarinette
La scène de Mannheim joue un rôle important dans le développement de la clarinette, un instrument inventé au début du XVIIIe siècle par le facteur d'instruments à vent Jacob Denner et qui fait son apparition dans les orchestres de cour allemands vers 1750, parmi lesquels celui de Mannheim.
La clarinette acquiert à Mannheim ses lettres de noblesse et y devient un instrument soliste marquant : de nombreuses compositions pour cet instrument y ont été écrites par des compositeurs comme Carl Stamitz (1745-1801), Peter von Winter (1754-1825), František Xaver Pokorný (1729-1794) et Franz Danzi (1763-1826), ou par des virtuoses de l'instrument comme Georg Friedrich Fuchs (1752-1821), Franz Anton Dimmler (1753-1827) et Franz Tausch (1762-1817), un clarinettiste virtuose qui intègre l'orchestre de Mannheim à l'âge de 8 ans,,,.

## Les salaires à Mannheim
Les conditions de travail des musiciens sont meilleures à Mannheim que dans les autres cours, et ils s'occupent de former leur propre relève, ce qui justifie pleinement la dénomination d'«école de Mannheim».
Chaque musicien de l'orchestre de la cour de Mannheim reçoit un salaire annuel qui est fonction de sa position et de son importance dans l'orchestre, un salaire qui, grâce à la Fondation Médicis citée plus haut, est payé en argent liquide chaque trimestre, une situation très confortable si on la compare avec d'autres orchestres de cour où certains musiciens devaient attendre leur salaire durant plusieurs années.
Comme la Fondation Médicis stipule que l'argent de la fondation doit impérativement bénéficier aux musiciens de l'orchestre de la cour, le salaire dû à un membre de la Hofkapelle qui décède ne peut revenir au Trésor public mais doit être versé aux musiciens sous forme de bonus : c'est ainsi qu'en juillet 1760 plusieurs musiciens de la cour, parmi lesquels Ferdinand Götz, Anton Eytner et Sebastian Holtzbauer, ainsi que plusieurs « aspirants » (accessisten), reçoivent des suppléments provenant du salaire d'Anton Fils, décédé prématurément à l'âge de 26 ans.
Les musiciens de la cour sont généralement employés à vie et aucun plan de pension n'est prévu mais, lorsqu'un musicien doit prendre sa retraite à cause de son grand âge ou de la maladie, Charles-Théodore se montre généreux et les musiciens retraités reçoivent une pension approximativement égale à la moitié de leur salaire, même lorsqu'ils sont partis à l'étranger pour retourner dans leur pays d'origine.

## Compositeurs et musiciens de l'école de Mannheim

### Génération fondatrice
La génération fondatrice de l'école de Mannheim est composée de musiciens originaires de Bohême, de Moravie, d'Allemagne et d'Archiduché d'Autriche : leurs antécédents et leurs styles musicaux sont si divergents que le concept d'école n'est pas encore approprié dans leur cas. Ce concept ne s'appliquera pleinement qu'à la deuxième génération, composée d'élèves de Johann Stamitz.
Voici les musiciens de cette première génération de « Mannheimers », classés par ordre d'entrée dans l'orchestre :
- 1741 : Johann Stamitz (1717-1757), violoniste et compositeur né en Bohême, fondateur de l'école de Mannheim, engagé à la cour de Mannheim vers 1741, premier violon en 1743, Konzertmeister en 1745 ou 1746, et directeur de la musique instrumentale en 1750[40],[2],[41],[42]

- 1747 : Franz Xaver Richter (1709-1789), compositeur, violoniste et chef d'orchestre morave, membre de l'orchestre de Mannheim de 1747 à 1769, date de son départ pour Strasbourg[7],[43],[44]

- 1751-1752 : Johann Baptist Wendling (1723-1797), compositeur et flûtiste allemand, membre de l'orchestre de Mannheim depuis 1751-1752[15] qui était considéré par Wolfgang Amadeus Mozart comme le meilleur flûtiste qu'il ait jamais entendu[27], et qui fut le professeur de flûte de Charles-Théodore[15]

- 1753 : Ignaz Holzbauer (1711-1783), compositeur autrichien, membre de l'École préclassique de Vienne de 1745 à 1750, puis maître de chapelle (Kapellmeister) à Mannheim de 1753 jusqu'au transfert de la cour et de l'orchestre à Munich en 1778[3],[11],[45],[46],[47] ; lors du transfert à Munich, Holzbauer reste à Mannheim et se consacre à ce qui reste de la chapelle[11]

Par ailleurs, il faut rappeler que certains musiciens de la « vieille garde », héritée de l'orchestre baroque des prédécesseurs de Charles-Théodore, sont toujours présents à Mannheim : Martin Friedrich Cannabich, Carlo Grua, Alessandro Toeschi et Johann Jacob Cramer.

Première et deuxième générations
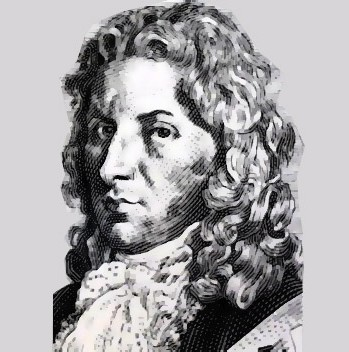
Johann Stamitz.
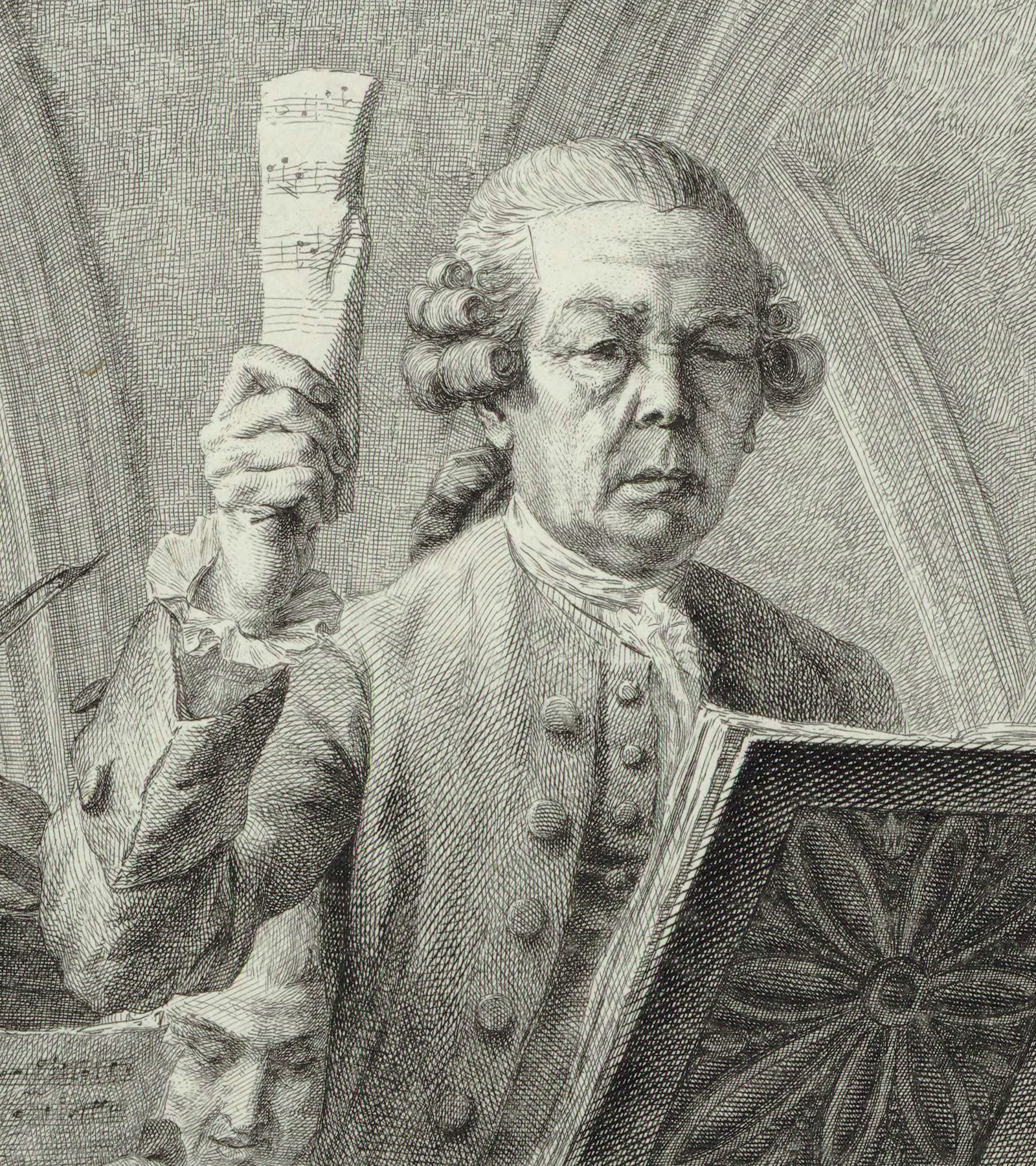
Franz Xaver Richter.
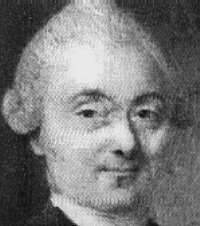
Johann Baptist Wendling.
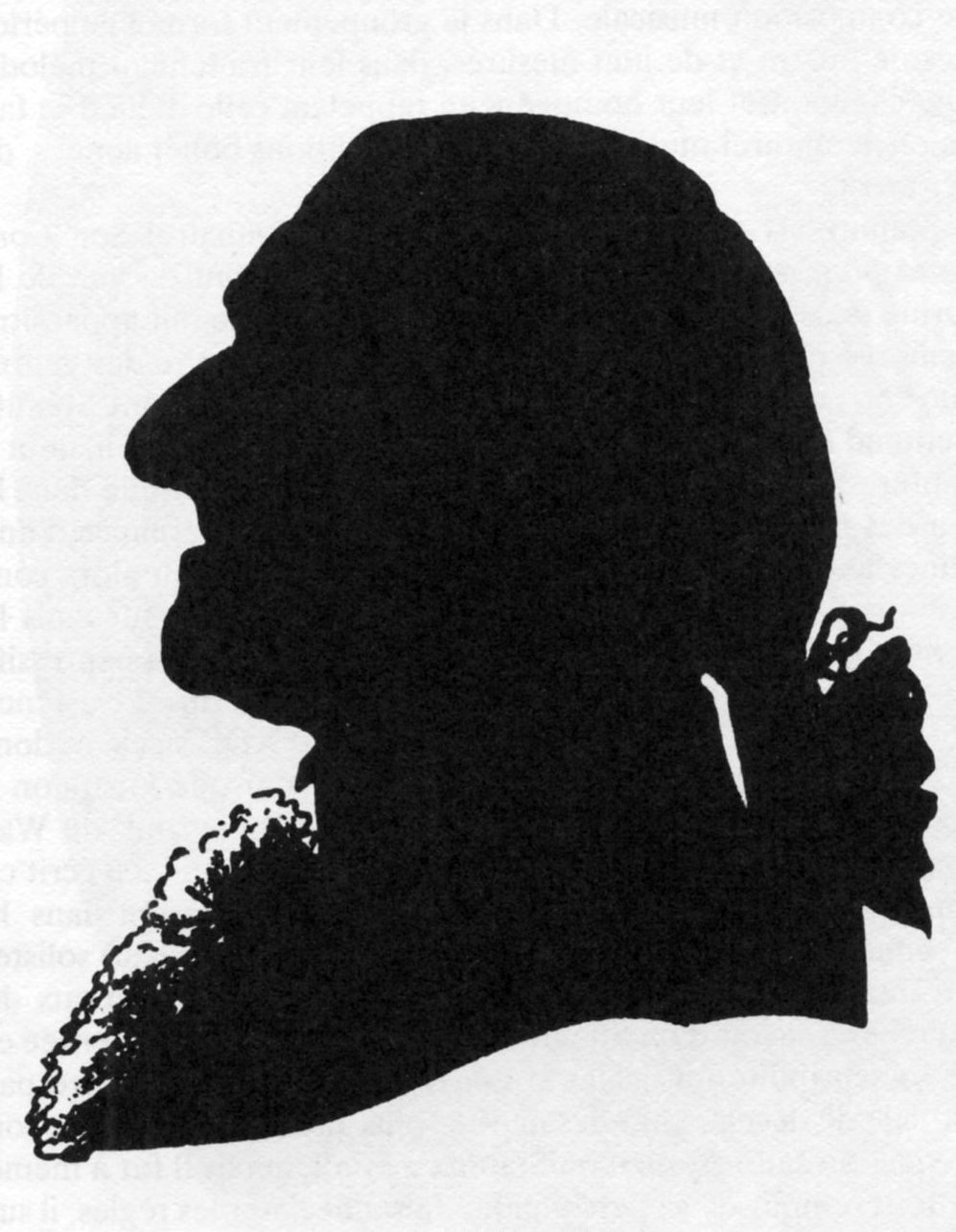
Ignaz Holzbauer.
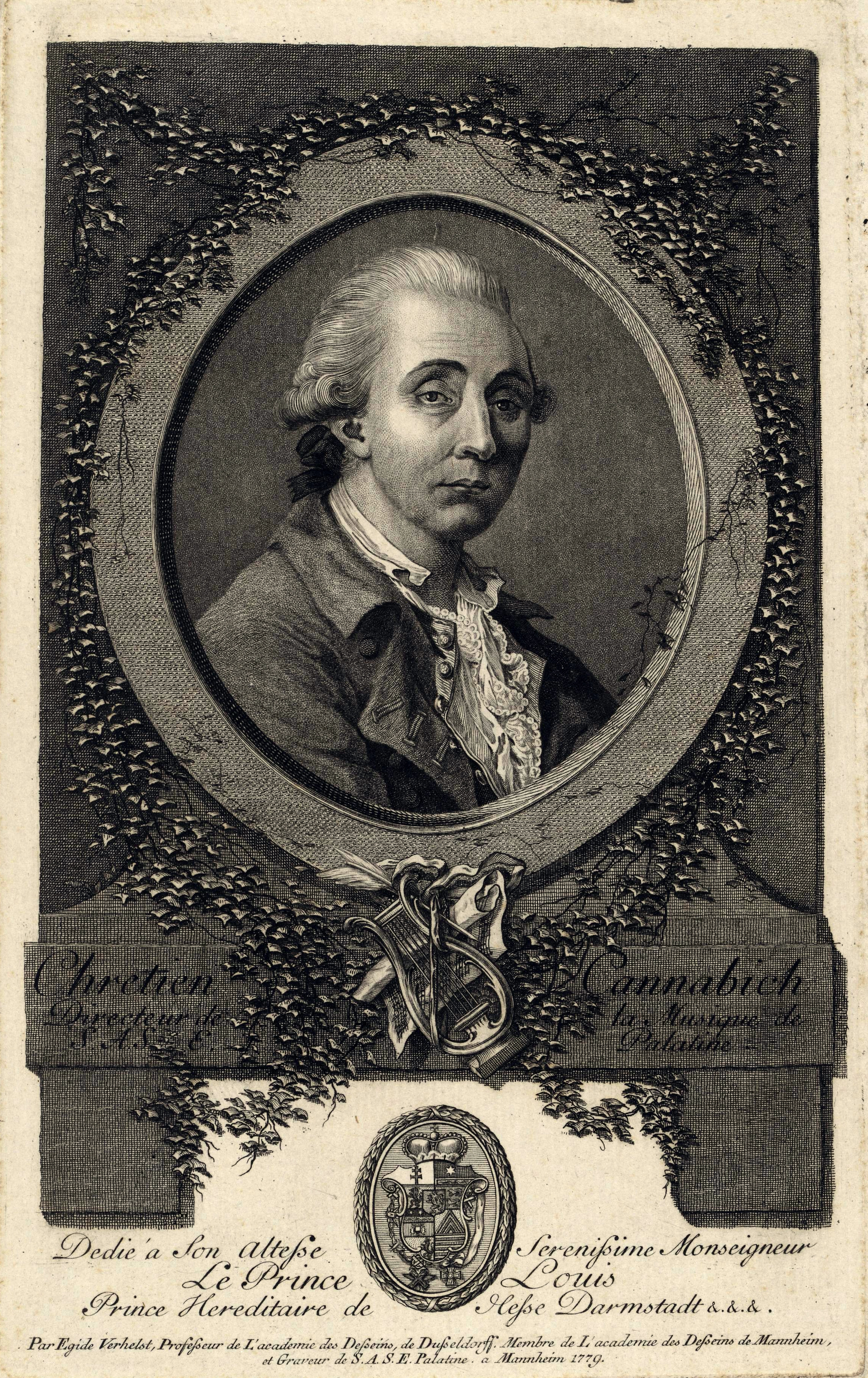
Christian Cannabich.
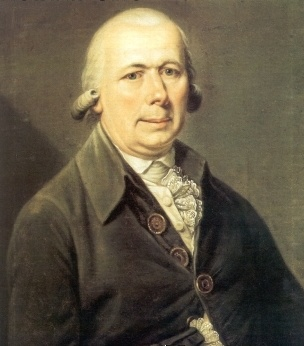
Ignaz Fränzl.

### Deuxième génération
La deuxième génération de « Mannheimers », emmenée par Christian Cannabich qui était considéré par Wolfgang Amadeus Mozart comme le meilleur chef d'orchestre qu'il ait jamais connu,,,,, est composée des élèves de Johann Stamitz, à savoir Christian Cannabich, Carl Joseph Toeschi, Giovanni Battista Toeschi, Anton Fils et Ignaz Fränzl,,,,,, auxquels on ajoutera Georg Czarth, venu de l'École de Berlin. Les voici, classés par ordre d'entrée dans l'orchestre :
- 1744 : Christian Cannabich (Johann Christian Cannabich, 1731-1798), compositeur et chef d'orchestre, accepté en 1744 dans l'orchestre de Mannheim comme étudiant, élève de Johann Stamitz, devenu musicien de la cour en 1746, envoyé  en 1750 en raison de ses dons exceptionnels par Charles-Théodore en formation auprès de Jommelli à Rome et Sammartini à Milan, réintègre Mannheim en 1756-1757 et succède à Johann Stamitz à la tête de l'orchestre de Mannheim en 1758 après la mort de Stamitz[15],[50],[54],[55], promu directeur de la musique instrumentale en 1773 par Charles-Théodore[3]

- 1752 : Carl Joseph Toeschi (Carlo Giuseppe Toeschi, Joseph Toeschi, 1731-1788), compositeur et violoniste, élève de Johann Stamitz, membre de l'orchestre de Mannheim depuis 1752, premier violon en 1759, directeur de la musique de chambre en 1774[2],[15],[27],[56]

- 1754 : Anton Fils (1733-1760), compositeur et violoncelliste[8],[57], membre de l'orchestre de Mannheim depuis 1754, élève de Stamitz (Discepolo di Giovan Stamitz)[2],[13],[51],[58],[59]

- 1754 : Ignaz Fränzl (1736-1811), compositeur, chef d'orchestre et violoniste, élève de Johann Stamitz, membre de l'orchestre de Mannheim depuis 1754, Konzertmeister à partir de 1774[2],[60] ; reste à Mannheim lorsque la cour s'installe à Munich en 1778[60]

- 1754 : Innocenz Danzi (Innocente Danzi, 1730-1798), premier violoncelliste de l'orchestre de Mannheim depuis 1754[61],[19],[62],[59],[63],[64]

- 1755 : Giovanni Battista Toeschi (Johann Baptist Toeschi, Johannes Toeschi, 1735-1800), compositeur et violoniste, élève de Johann Stamitz et de Christian Cannabich, membre de l'orchestre de Mannheim depuis 1755[65]

- 1758 : Georg Czarth (Jiří Čart, Georg Zarth, 1708-1780), compositeur, violoniste et flûtiste bohémien, membre de l'orchestre de Mannheim de 1757 à 1778 après avoir été membre de l'École de Berlin de 1734 à 1756[66],[3]

### Troisième génération
Cette génération est la seconde génération d'élèves, ceux qui « ont grandi dans et avec l'orchestre », dont plusieurs sont entrés enfant ou adolescent dans l'orchestre de Mannheim.
Les voici, classés par ordre d'entrée dans l'orchestre :
- 1757 : Wilhelm Cramer (1746-1799), élève de Johann Stamitz et de Cannabich, violoniste au sein de l'orchestre de la cour de Mannheim dès l'âge de dix ans, de 1757 à 1772, avant de partir pour Londres à 27 ans en 1773[67],[68],[69]
- 1762 : Carl Stamitz (1745-1801), compositeur et violoniste, fils aîné de Johann Stamitz, formé par son père puis par Christian Cannabich après le décès prématuré de Johann Stamitz, et engagé dès l'âge de 17 ans à Mannheim[70]
- 1764 : Georg Wenzel Ritter (1748-1808), bassoniste à Mannheim à partir de 1764, puis à Munich du transfert de 1778 jusqu'en 1788[71]
- 1764 : Ludwig August Lebrun (1752-1792), compositeur et hautboïste, membre de l'orchestre de Mannheim depuis 1764[2]
- 1764 : Peter von Winter (1754-1825), compositeur, violoniste et contrebassiste, engagé dès l'âge de 10 ans à Mannheim[6] ; suit la cour lors du transfert à Munich en 1778[6]
- 1766 : Franz Anton Dimmler (1753-1827), compositeur et corniste, engagé dès l'âge de 13 ans à Mannheim[6],[72] ; suit la cour lors du transfert à Munich en 1778[6]
- 1770 : Franz Tausch (1762-1817), compositeur et clarinettiste virtuose, engagé dès l'âge de 8 ans à Mannheim[6] ; suit la cour lors du transfert à Munich en 1778[6]
- 1776 : Franz Paul Grua (1753-1833), compositeur et violoniste, élève de Holzbauer et Fränzl ; suit la cour lors du transfert à Munich en 1778
- 1778 : Franz Danzi (1763-1826), compositeur et violoncelliste, engagé dès l'âge de 15 ans dans l'orchestre de la cour de Mannheim, mais il préfère rester à Mannheim lors du transfert de la cour à Munich en 1778 et travaille alors comme violoncelliste au Théâtre national avant de prendre la succession de son père en tant que violoncelliste à l'orchestre de la cour de Munich[15],[18],[19]
- 1778 : Peter Ritter (1763-1846), compositeur et violoncelliste, resté à Mannheim lors du transfert de la cour à Munich en 1778[58]

Troisième et quatrième générations
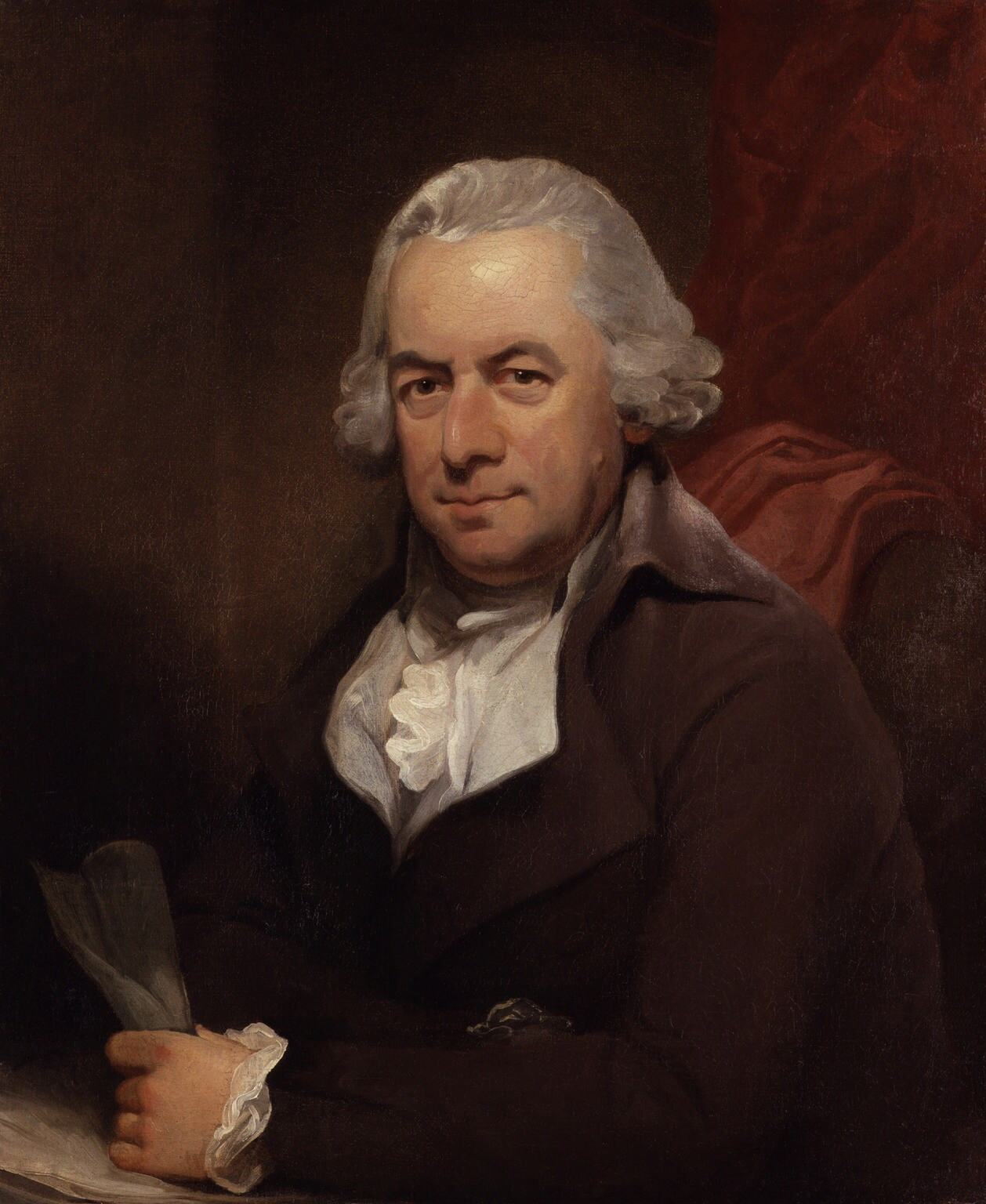
Wilhelm Cramer.
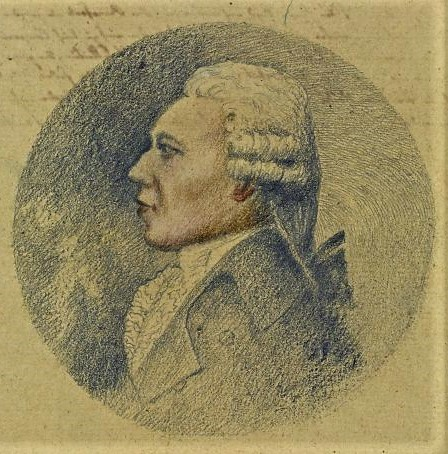
Carl Stamitz.
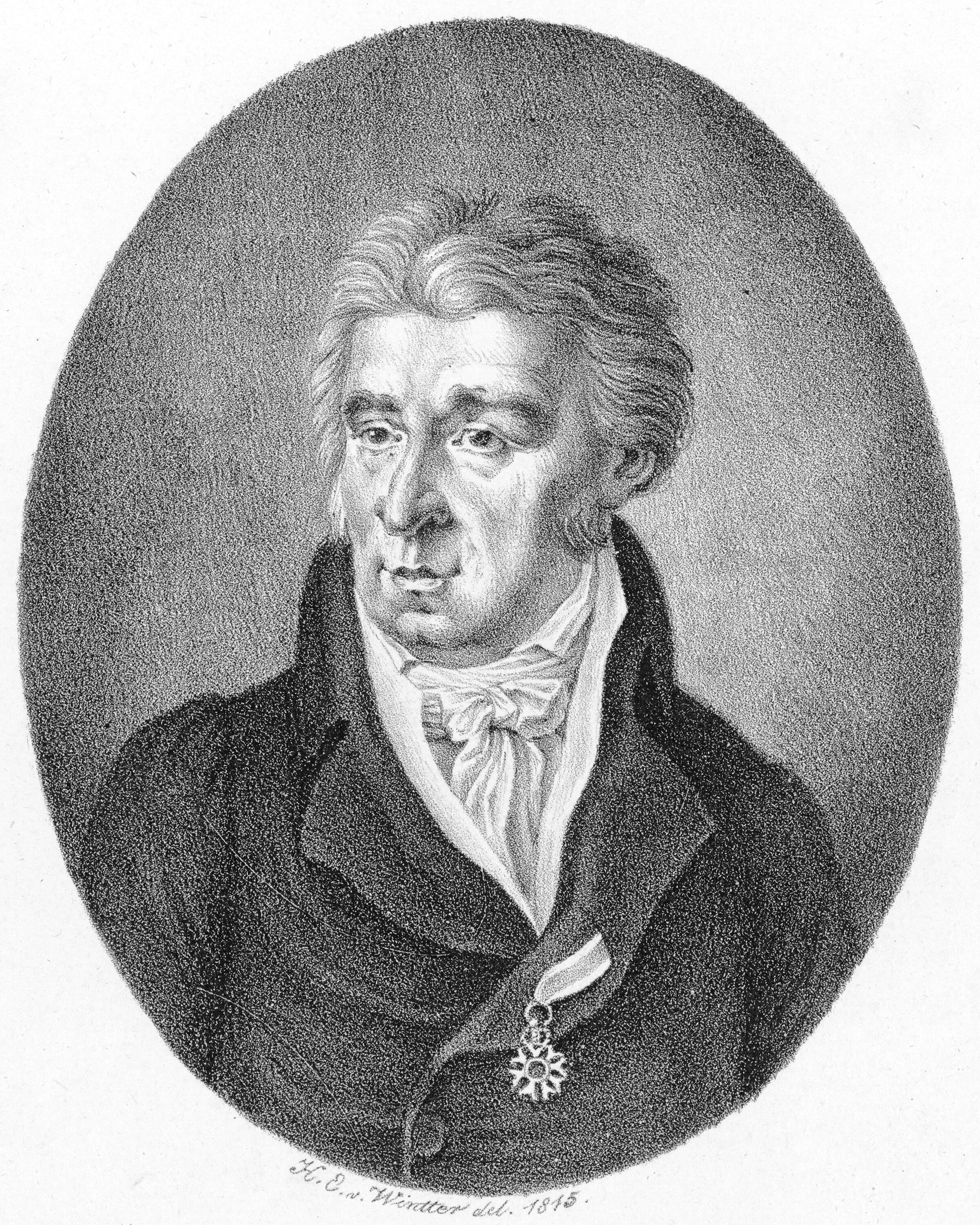
Peter von Winter.
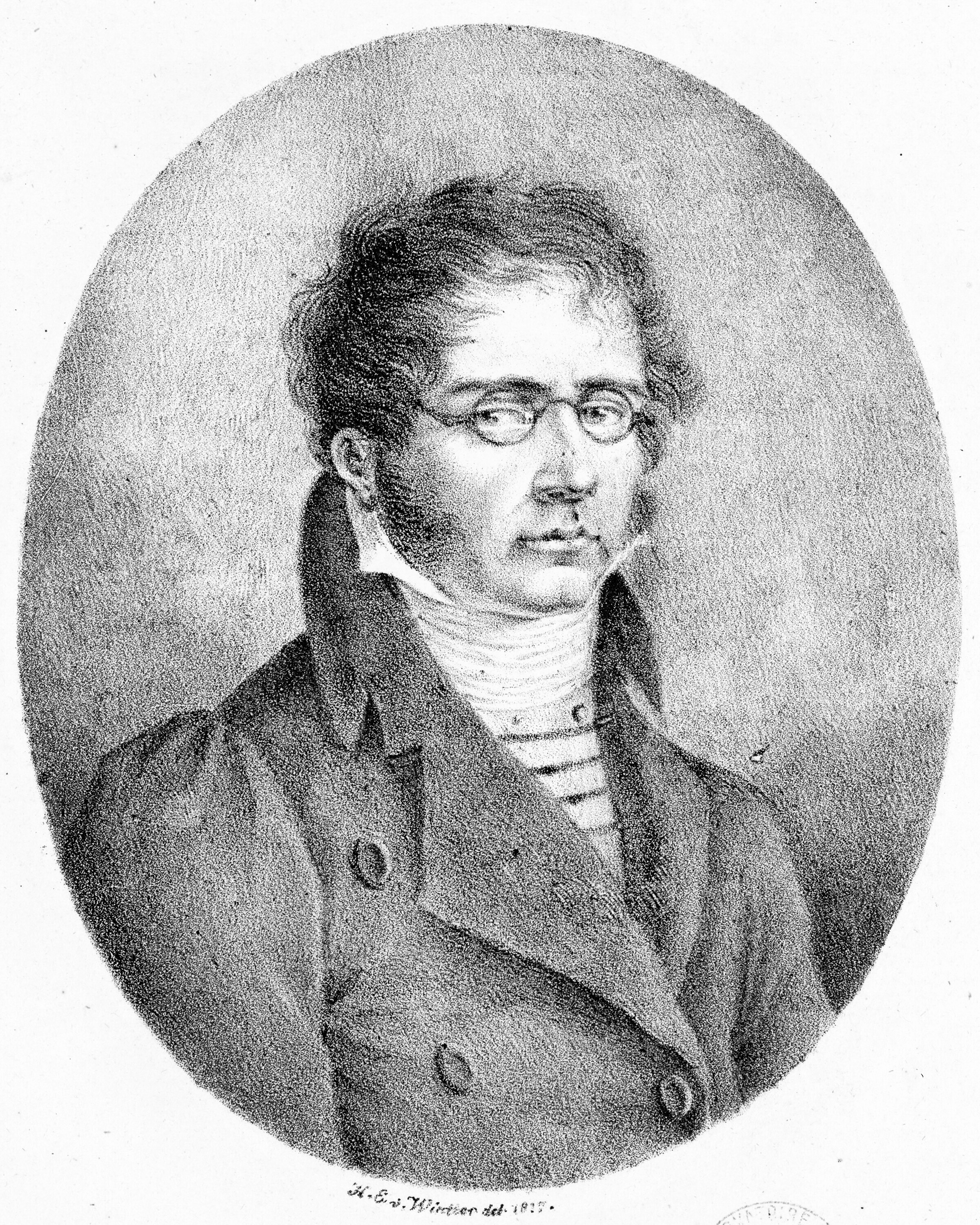
Franz Danzi.
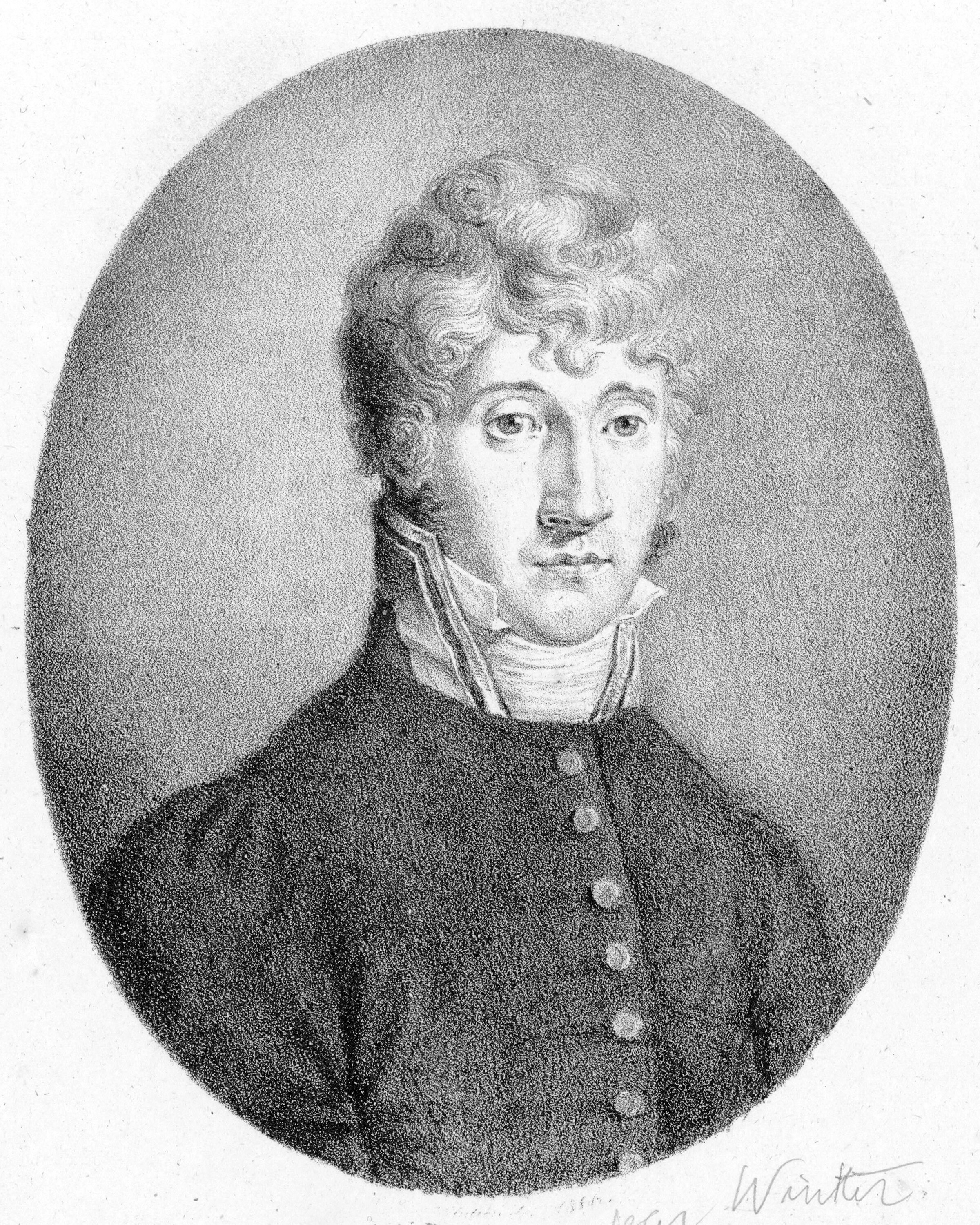
Carl Cannabich.

### Quatrième génération
La quatrième génération comprend des musiciens qui n'ont connu que Munich :
- Karl Theodor Toeschi (1768-1843), violoniste et compositeur, fils de Giovanni Battista Toeschi, membre de l'orchestre du théâtre royal à Munich[21]
- Carl Cannabich (1771-1806), violoniste, fils de Christian Cannabich, formé à Munich dans la tradition de Mannheim[15]
- Franz Anton Dimmler junior, fils de Franz Anton Dimmler, né à Munich en 1783, entré à son tour au service de la cour de Charles-Théodore à Munich en qualité de clarinettiste en 1796, à l'âge de treize ans[6],[20]

## Compositeurs influencés par l'école de Mannheim

### Compositeurs formés à Mannheim
Certains compositeurs ont été formés à Mannheim mais n'ont pas fait partie de l'orchestre de Mannheim :
- František Xaver Pokorný (1729-1794), compositeur bohémien, élève de Johann Stamitz, Franz Xaver Richter, Ignaz Holzbauer et Anton Fils à Mannheim[2],[73],[74]
- Franz Beck (1734-1809), compositeur né à Mannheim[75], élève de Johann Stamitz qui a ensuite fait carrière à Bordeaux après un passage en Italie et à Marseille[76]
- Henri-Joseph Rigel (Heinrich Josef Riegel, 1741-1799), compositeur français d'origine allemande, élève de Richter à Mannheim[77],[78]
- Jean-Balthasar Tricklir (1750-1813), compositeur et violoncelliste français, formé pendant trois ans à Mannheim[79]
- Georg Friedrich Fuchs (1752-1821), compositeur, violoniste et clarinettiste, élève de Christian Cannabich à Mannheim qui a ensuite fait carrière à Zweibrücken (Deux-Ponts) puis à Paris à partir de 1784[18],[39]

Compositeurs influencés par l'école de Mannheim
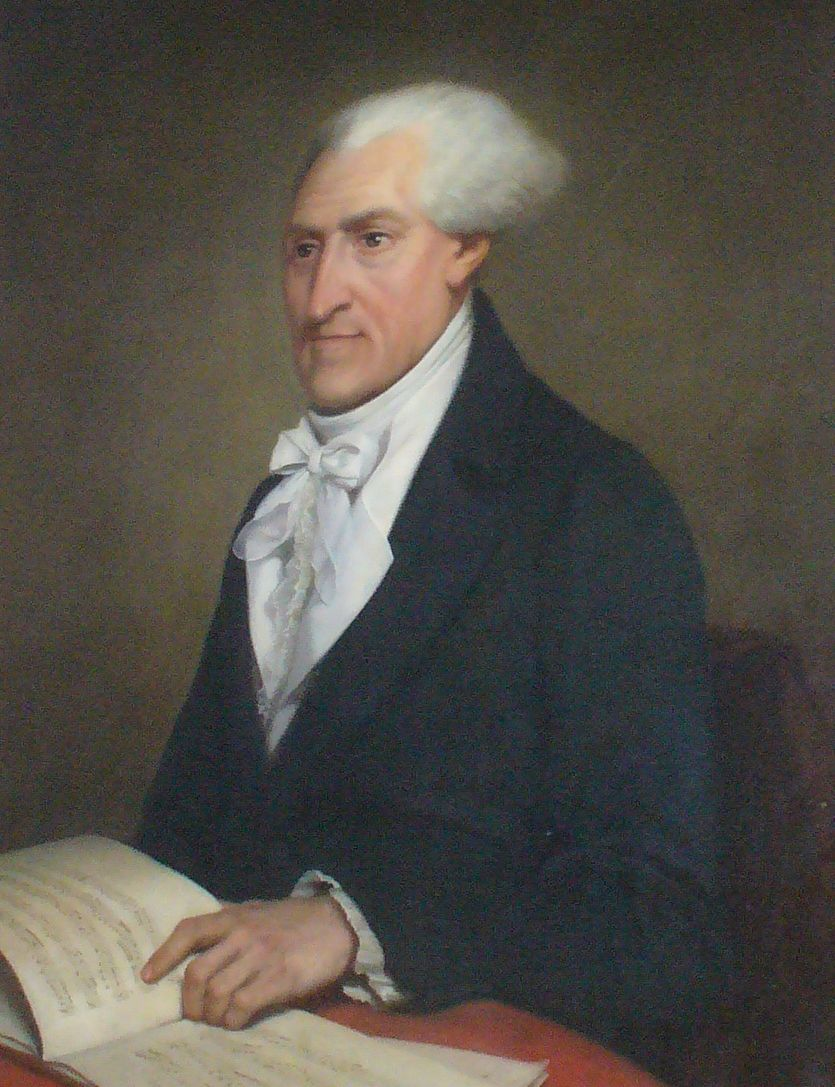
Franz Beck.
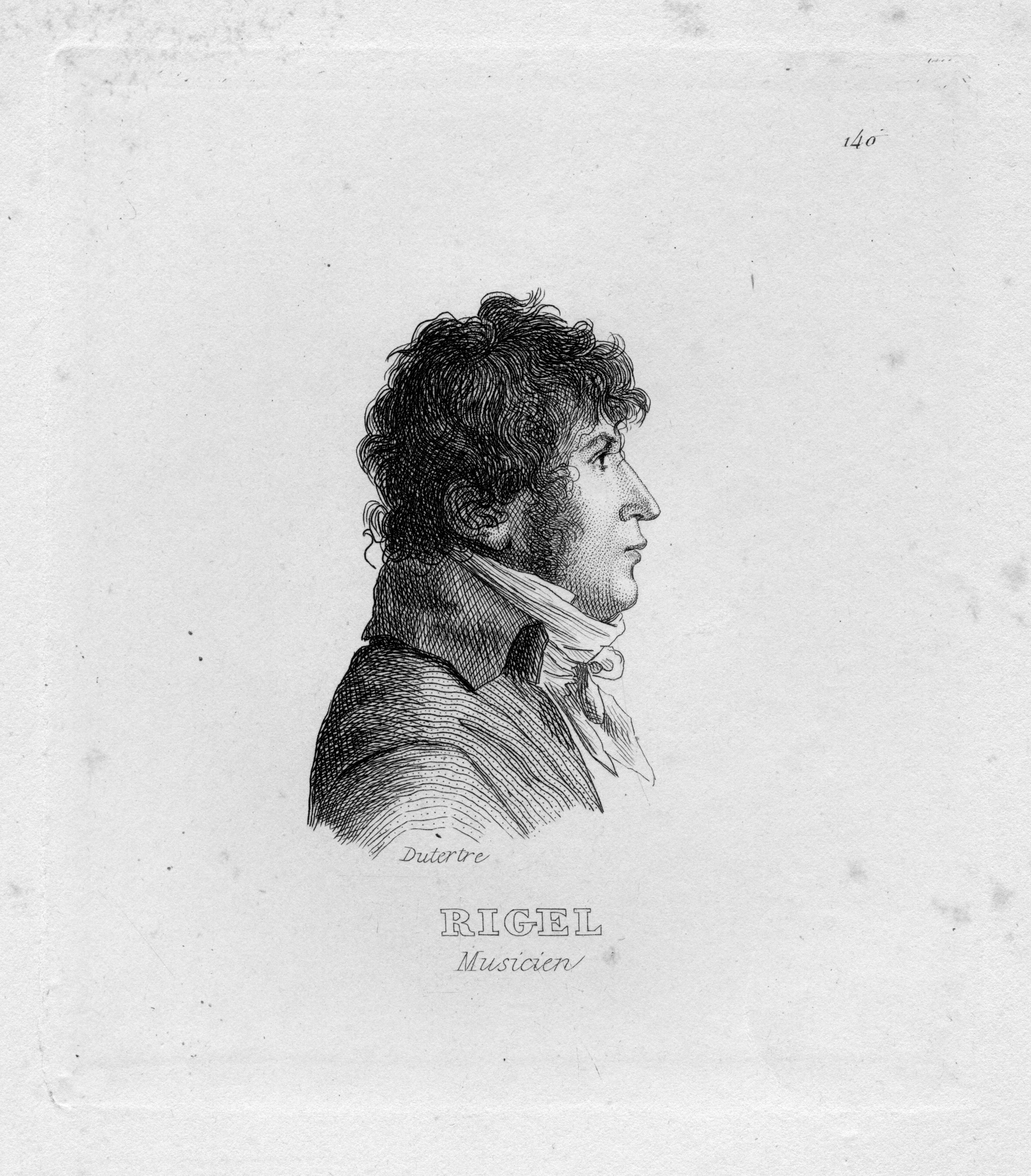
Henri-Joseph Rigel.
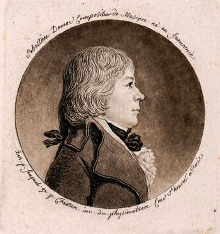
Sébastien Demar.

### Compositeurs formés par Richter à Strasbourg
Certains compositeurs ne sont pas nés à Mannheim et n'y ont pas étudié mais ont été formés ou influencés à Strasbourg par Franz Xaver Richter, cofondateur de l'école de Mannheim, qui a quitté Mannheim pour Strasbourg en 1769 pour y occuper la fonction de maître de chapelle de la cathédrale Notre-Dame, : 
- Matthäus Blasius ou Frédéric Blasius (1758-1829), compositeur, violoniste et clarinettiste alsacien, formé à Strasbourg par Richter, actif ensuite à Paris de 1784 à sa mort[80]
- Jakob-Ignaz-Sebastian Demar ou Johann-Sebastian Demar (1763-1832), appelé Sébastien Demar en France, compositeur, pianiste et organiste allemand, élève de Richter à Strasbourg, avant de s'installer en 1788 à Orléans où il restera jusqu'à sa mort[80]

## Enregistrements
- 1966 : Musik am Hofe Karl Theodors, Kurpfälzisches Kammerorchester, dir. Wolfgang Hofmann (Da Camera)
- 1971 : Mannheimer Sinfonie, œuvres de Johann Stamitz, Carl Joseph Toeschi, Joseph Martin Kraus et Carl Stamitz, Kurpfälzisches Kammerorchester, dir. Wolfgang Hofmann (RBM Records)
- 1974 : Musick At Court (Music From The Court Of Duke Carl Theodore), œuvres de Christian Cannabich, Georg Joseph Vogler et Franz Anton Rossler, Kurpfälzisches Kammerorchester, dir. Wolfgang Hofmann (Oryx)
- 1995-1996 : Mannheimer Schule, volumes 1 à 5, concertos pour clarinette et orchestre de Carl Stamitz, Franz Danzi, Georg Friedrich Fuchs, Franz Anton Dimmler, Peter von Winter, Franz Tausch, Matthäus (Frédéric) Blasius, Josef Fiala et Johann Sebastian Demar, Kurpfälzisches Kammerorchester, dir. Jiří Malát (Arte Nova)[81],[82]
- 1998 : Orchesterwerke - Orchestral Works de Christian Cannabich, Kurpfälzisches Kammerorchester, dir. Jiří Malát (Arte Nova)
- 1998 : Five Symphonies d'Ignaz Holzbauer, par L'Orfeo Barockorchester, dir. Michi Gaigg (cpo 999 585-2)
- 1999 : Mannheim: The Golden Age, œuvres de Christian Cannabich, Carl Stamitz, Anton Fils, Johann Stamitz et Ignaz Fränzl, par le Concerto Köln (Teldec 3984-28366-2)
- 2000 : 18th Century Viola Concertos de Johann Stamitz, Anton Stamitz et Johann Matthias Sperger, Kurpfälzisches Kammerorchester, dir. Jiří Malát (Koch Schwann)
- 2000 : Musik der Münchener Hofkapelle - Music of the Munich Court Orchestra, œuvres de Carl Joseph Toeschi, Franz Danzi, Johann Baptist Wendling et Christian Cannabich, par la Hofkapelle München, dir. Christoph Hammer (Capriccio AE 10 861)
- 2002 : Symphonies d'Anton Fils, par L'Orfeo Barockorchester, dir. Michi Gaigg (cpo 999 585-2)
- 2003 : Johann Stamitz, Franz Xaver Richter : Early String Symphonies, par la New Dutch Academy, dir. Simon Murphy (Pentatone 5186 028)
- 2003 : Franz Xaver Richter, Johann Stamitz : Early String Symphonies - Volume 2, par la New Dutch Academy, dir. Simon Murphy (Pentatone 5186 029)
- 2008 : Symphonies de Henri-Joseph Rigel, par le Concerto Köln (Berlin Classics 0016432BC)
- 2014 : Mozart / Holzbauer, Kurpfälzisches Kammerorchester, dir. Johannes Schlaefli (Ars Produktion)
- 2015 : Symphonies op. 2 de Franz Beck, Thirteen Strings Chamber Orchestra, dir. Kevin Mallon (Naxos 8.572333)